# 与术士西门的争执和圣伯多禄倒钉十字架
与术士西门的争执和圣伯多禄倒钉十字架（義大利語：Disputa di Simon Mago e crocifissione di san Pietro）是菲利皮诺·利皮的一幅 湿壁画，位于佛罗伦萨圣母圣衣圣殿的布兰卡契小堂右侧墙壁下部中央，绘制于1482-1485年，尺寸为230 x 598 厘米。画中描绘《宗徒大事录》中的场景。 